# Nuevo Palacio (Hermitage)

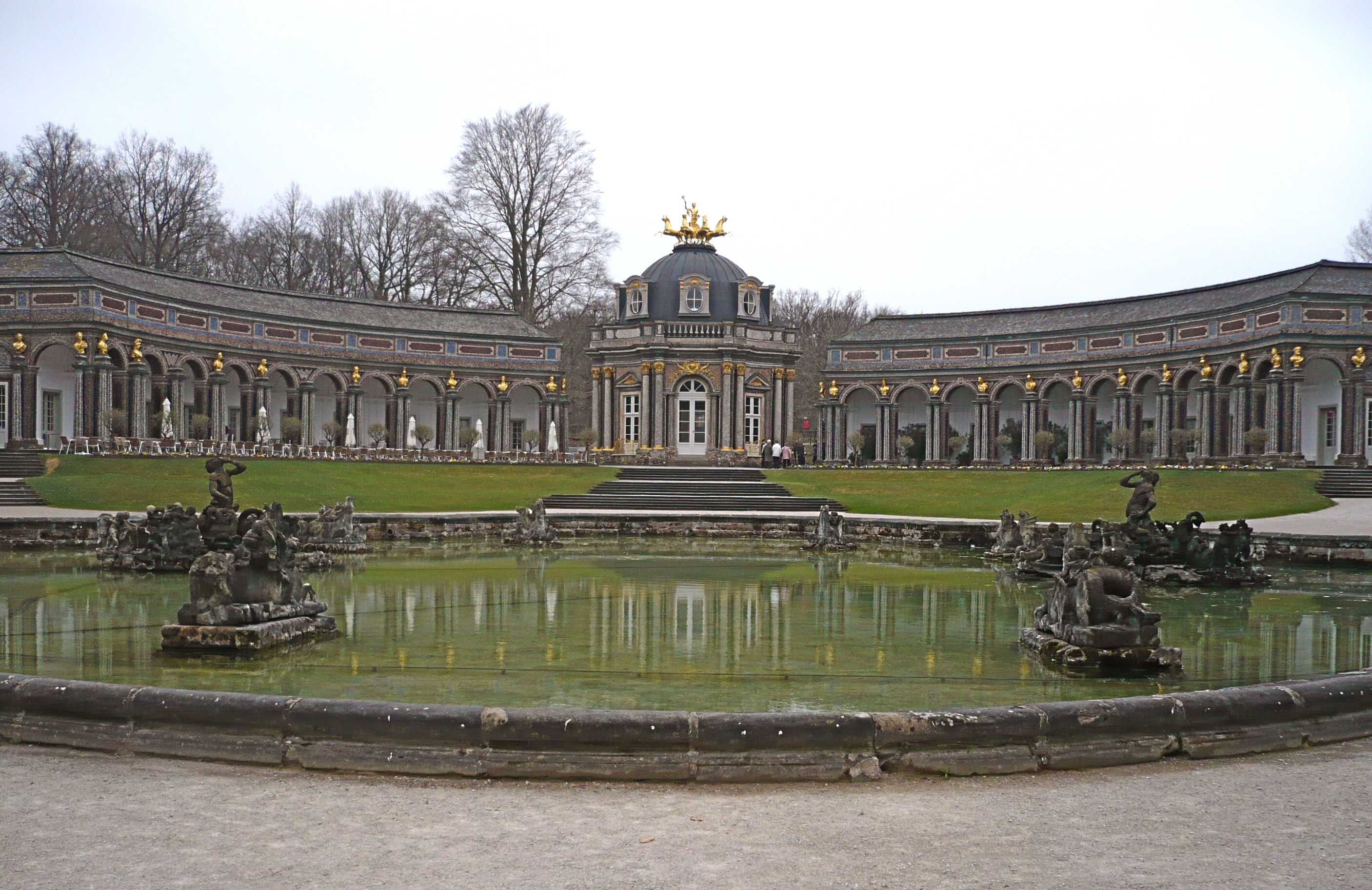
Nuevo Palacio del Hermitage: Templo del Sol y edificios circulares, frente a él la cuenca de agua "Upper Grotto"

El Nuevo Palacio (en alemán, Neues Schloss) es uno de los dos palacios en el histórico parque Hermitage al este del distrito de Sankt Johannis en la ciudad de Bayreuth en la Alta Franconia. No debe confundirse con el Nuevo Palacio en el centro de la ciudad, construido a partir de 1753. Una característica especial del complejo del palacio es el color de las paredes exteriores, que se crea con piedras, cristales y piezas de vidrio en una disposición similar a un mosaico.

## Antecedentes
Desde 1664 existía una zona forestal vallada, reservada a la corte del Principado de Bayreuth para la caza. A partir de 1715, bajo el margrave Jorge Guillermo de Brandeburgo-Bayreuth se construyó un palacio de verano. Después Federico III, al hacerse cargo de los asuntos de Estado, lo entregó a su esposa Guillermina de Prusia.

## Construcción
Entre 1749 y 1753 se erigió un nuevo palacio al oeste del palacio anterior. Este se construyó originalmente como un invernadero de tres partes con un pabellón central redondo y dos circulares a los lados, que no están conectados entre sí. Frente a los edificios, en el sitio de un –  consistente probablemente en setos – Laberinto, una gran cuenca con elementos de agua enmarcados por Treillages, que se conoce como la “Gruta Superior”.

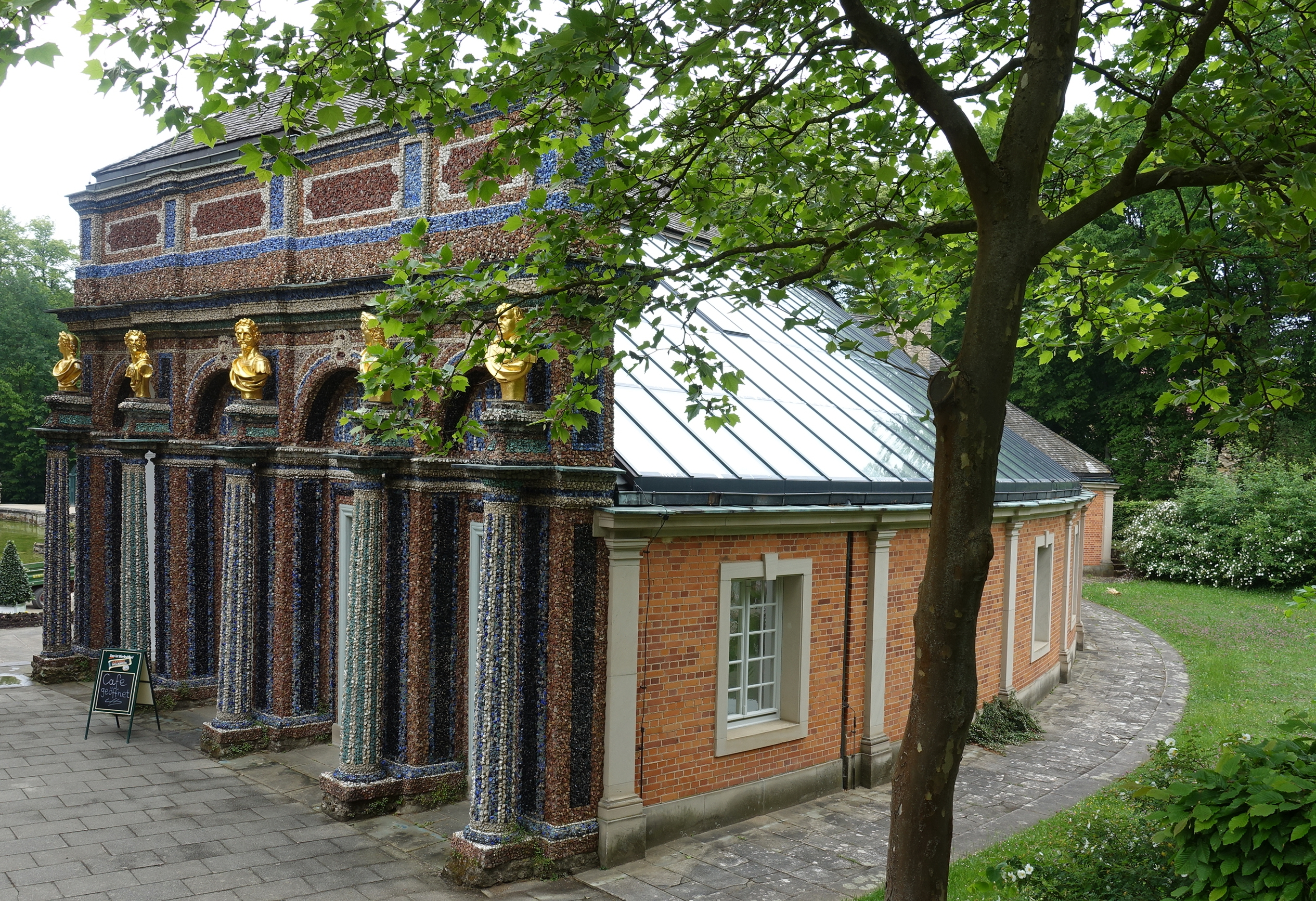
Edificio circular oriental con respaldo sin yeso.

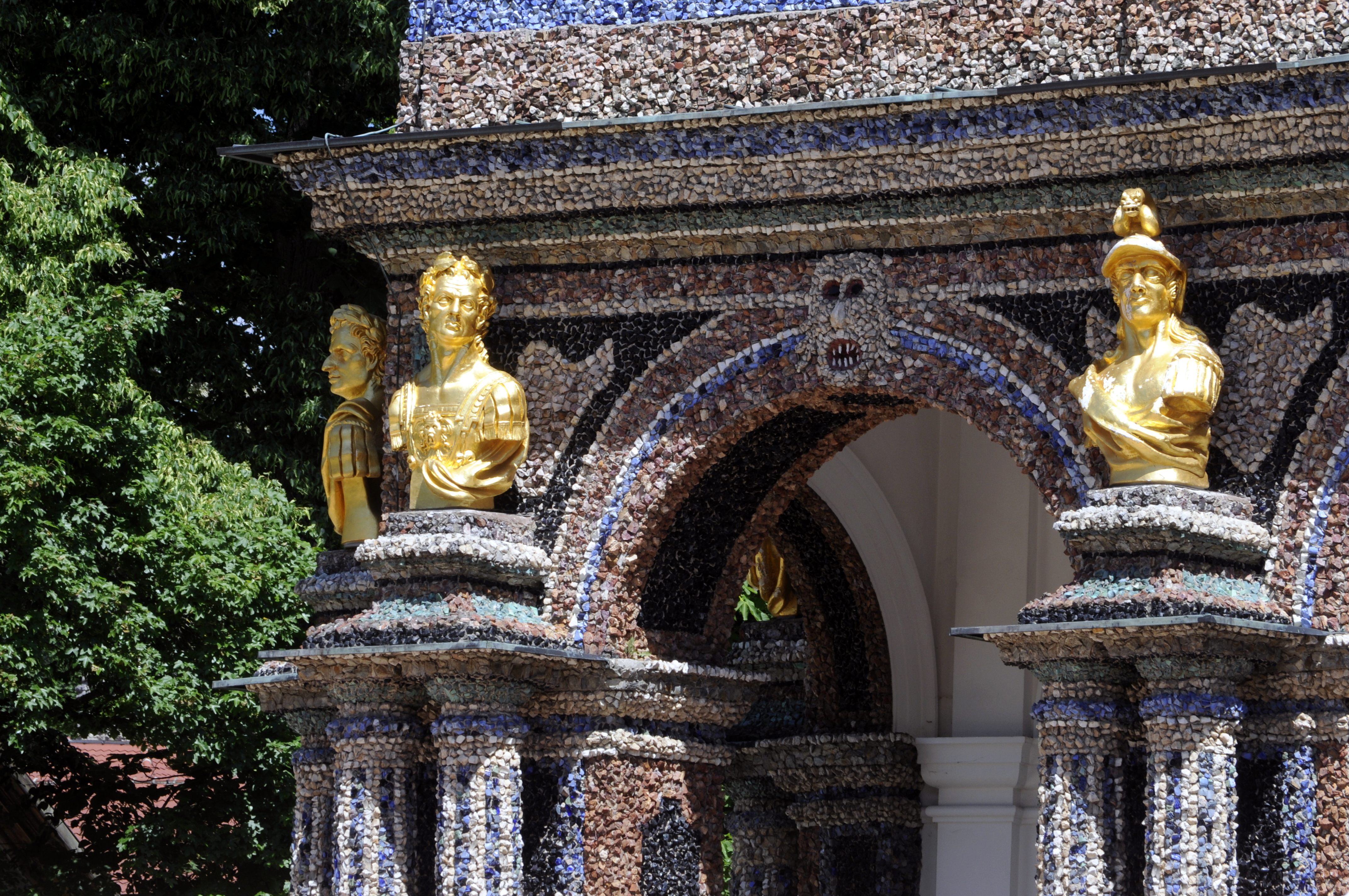
Colores de las paredes exteriores creadas por piedras, cristales y piezas de vidrio.

El proyecto se confió al marqués de Montperny en 1748, quien reunió el dinero necesario y se lo adelantó al margrave. En los dos primeros años de construcción, 1749 y 1750, gastó 32.346 florines y 10 ½ cruceros. En 1752 se le devolvió el dinero en dos cuotas de 16.000 florines cada una. El arquitecto del conjunto fue el jefe de la oficina de obras de la corte, Joseph Saint-Pierre.
La oranjería se completó en 1751, y las paredes de ladrillo en la parte posterior de los dos edificios circulares quedaron sin revocar. Los edificios circulares con arcadas en el frente, cada uno con diez arcos de medio punto, se convirtieron inmediatamente en un palacio residencial. Los lados frontales del norte se ampliaron de tres a cinco ventanas o ejes de puerta extendidos. Se quitaron los jarrones y las figuras en el extremo de la pared sobre las arcadas y se agregaron techos planos a cuatro aguas de tablillas. Se ensanchó el ala oriental, abandonando así la simetría del conjunto. Se crearon cuatro salas más profundas, tres de las cuales (salón, sala de audiencias y sala de esquina con una colección de grabados en cobre) se reforzaron con paredes exteriores y ventanas que dan al edificio central. La cuarta habitación se convirtió en el dormitorio de la Margravina, las dos más al norte (sala de la esquina y "sala china") permanecieron tal cual. Detrás de este último había un pasaje en pendiente que conducía a dos habitaciones laterales. Para crear grandes superficies de paredes, las puertas de las habitaciones se trasladaron a las arcadas.
El "ala del señor" occidental, reservada para el margrave, no se amplió. Su dormitorio era una habitación de ala en la esquina más occidental del edificio en el borde del ala curvada. Había siete salas más, incluido el "Salón Verde" y la "Sala China".
Entre los edificios circulares se encuentra el pabellón central, que es redondo por dentro y octogonal por fuera, con el que no están conectados. Su techo abovedado tiene ocho buhardillas rococó con altas ventanas ovaladas. Lleva una cuadriga dorada, que es guiada por un Apolo que porta una antorcha, símbolo del sol. Por eso se le llama el "Templo del Sol". Los lados rectos que dan a los puntos cardinales están perforados por puertas de doble hoja, los otros cuatro - rizado cóncavo – con revestimientos de paredes a través de ventanas que llegan al suelo con coronas triangulares a dos aguas. La cornisa que rodea el techo, sostenida visualmente por pares de columnas con capiteles compuestos en las esquinas del edificio, originalmente llevaba figuras de piedra.
La cuadriga original de yeso y cal creada por Giovanni Battista Pedrozzi fue retirada en 1758 y sustituida por una de madera bronceada. Había resultado ser demasiado pesada y había comenzado a desmoronarse.

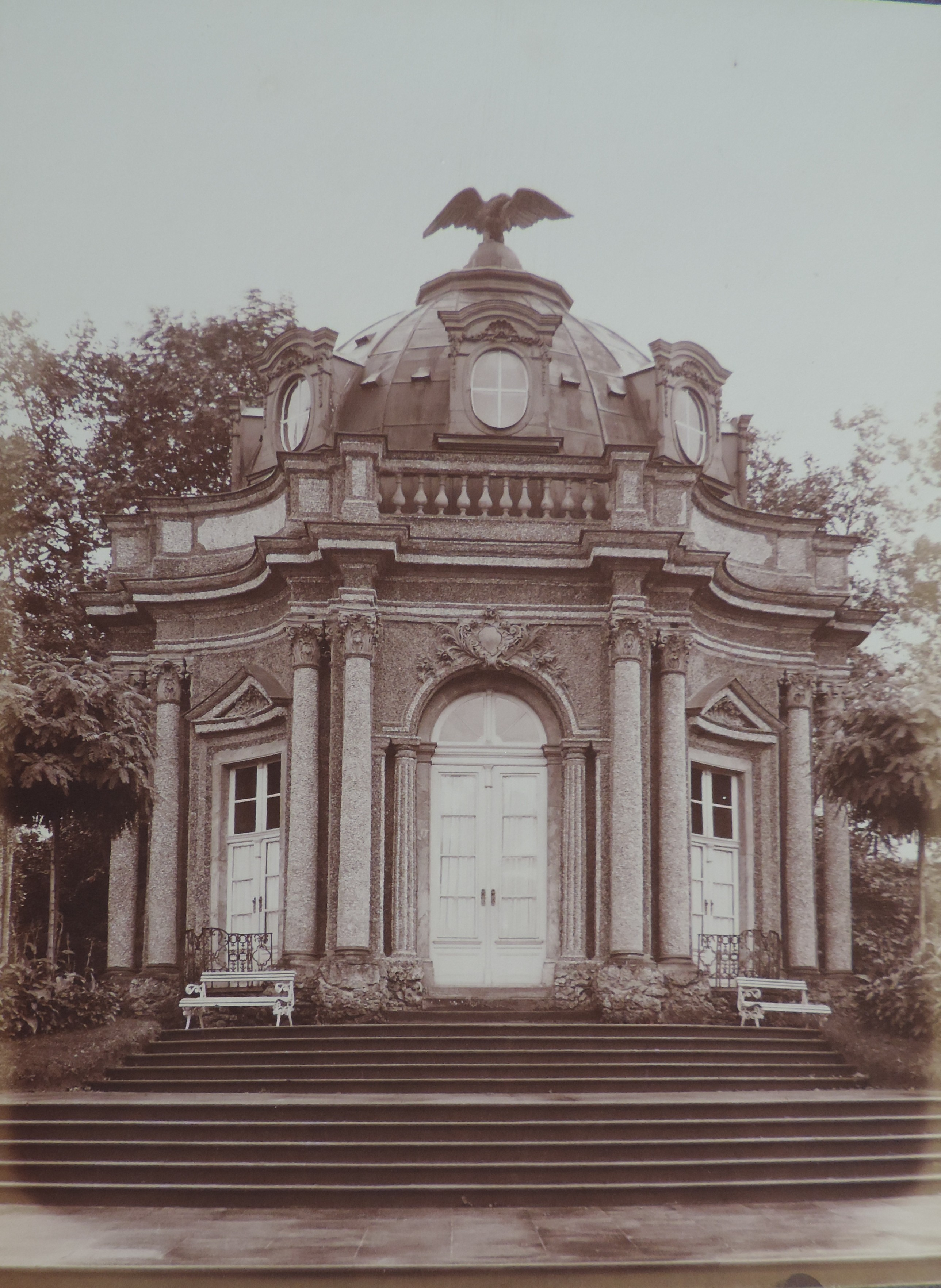
Águila en lugar de la cuadriga en el Templo del Sol del Nuevo Palacio

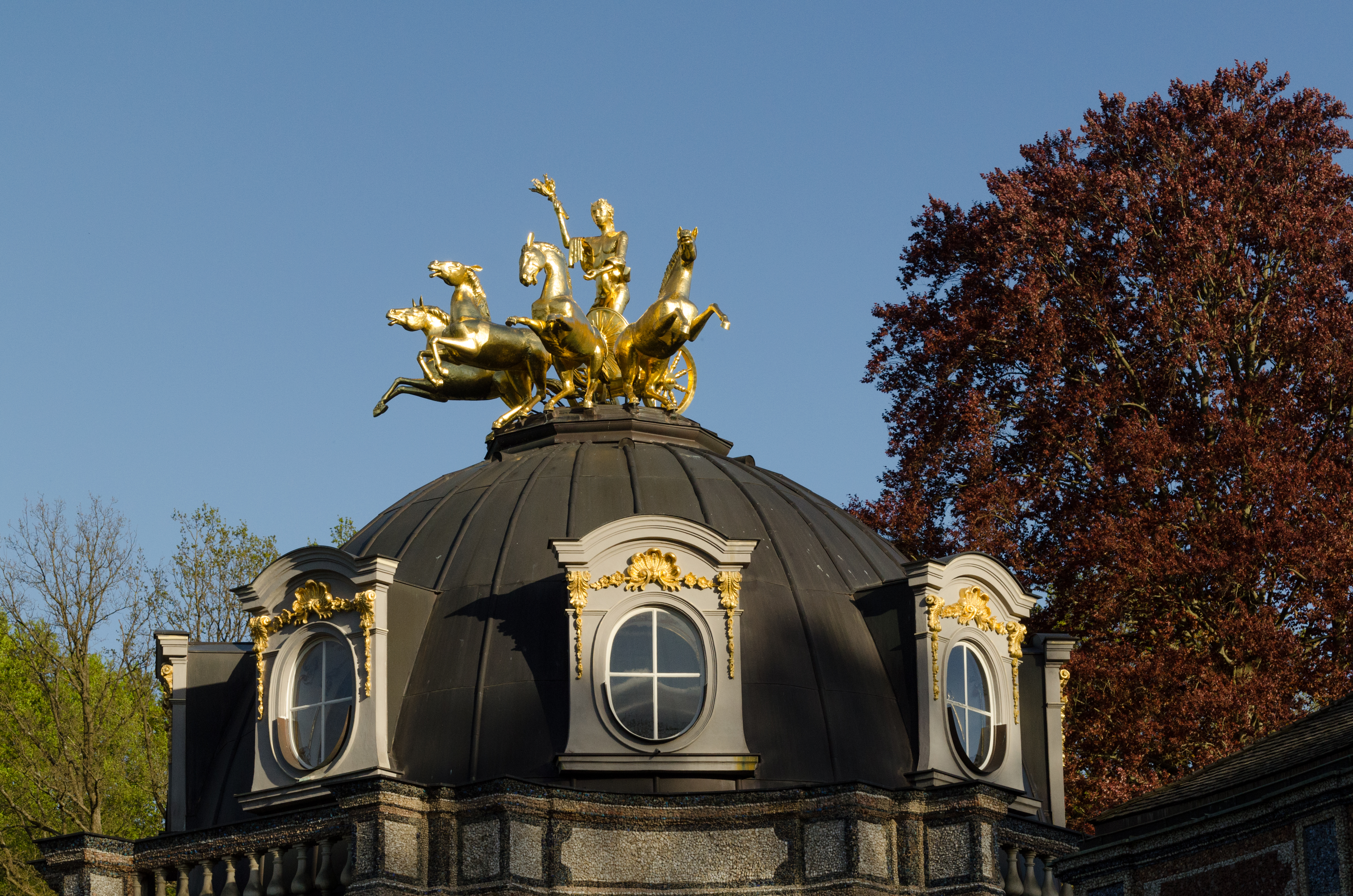
Nueva Cuadriga en el Templo del Sol

Mientras que el interior del edificio oriental se completó durante la vida de Guillermina, el del edificio occidental no se terminó hasta la década de 1770 bajo Carlos Alejandro. El último margrave, que residía principalmente en Ansbach, pasaba los meses de verano en el Hermitage hasta 1773.
A partir de 1794, cuando el Principado pertenecía a Prusia (1791-1806), se iniciaron las obras para convertir el parque barroco en un jardín paisajista inglés. En este contexto, las figuras de las cornisas del Templo del Sol fueron subastadas en 1804, con Karl August von Hardenberg como apoderado. Bajo el dominio bávaro, probablemente en 1819, se eliminó la cuadriga del Templo del Sol, que luego permaneció sin corona durante casi 90 años. En 1907, el Estado adquirió un águila de bronce, el animal heráldico de los Hohenzollern, en la Feria Comercial de Núremberg, que estuvo entronizada en el edificio desde 1908 hasta abril de 1945. El águila sobrevivió al bombardeo de abril de 1945 y todavía está almacenada.
En 1945, el diseño del techo y las paredes, así como los pisos de la época de Guillermina, eran probablemente originales, al igual que las chimeneas, los espejos y los nichos de las camas.

## II Guerra Mundial
Poco antes del final de la Segunda Guerra Mundial, partes del Archivo de Cine del Reich fueron traídas de Berlín al Hermitage. Los soldados de la Wehrmacht y oficiales del departamento de cine instructivo del Alto Mando del Ejército fueron alojados en el Palacio Viejo. En el Nuevo se almacenaron 60.000 películas educativas para el entrenamiento de soldados, así como muebles e imágenes del antiguo palacio.
El 1 de abril de 1945, los oficiales de reconocimiento aéreo estadounidenses vieron vehículos militares en las inmediaciones del edificio. Dado que el general August Hagl, que estaba en Sankt Johannis, se negó a entregar la ciudad sin luchar, ocho cazabombarderos P-47 dispararon contra el Hermitage. Fue atacado con ocho bombas explosivas de 250 kilos, 18 cohetes y armamento a bordo. El Nuevo Palacio fue destruido hasta los muros exteriores y quemado todo el interior. La cúpula destruida del Templo del Sol, fue reemplazada temporalmente por un techo de carpa .
La reconstrucción del Nuevo Palacio se hizo solo en el exterior, el trabajo de restauración se prolongó durante diez años. Los interiores no fueron reconstruidos. En mayo de 1969, una cuadriga, obra de los escultores Richard Stammberger y Bernhard Krauss, se volvió a instalar en el Templo del Sol. Un negocio de catering ahora se encuentra en el edificio circular del este.